# Amund Grøndahl Jansen
Amund Grøndahl Jansen (Nes, 11 febbraio 1994) è un ciclista su strada norvegese che corre per il team Uno-X Mobility. È professionista dal 2017.

## Palmarès
- 2011 (Juniores)

3ª tappa Niedersachsen-Rundfahrt Juniores
- 2016 (Team Joker-Byggtorget, cinque vittorie)

Classifica generale ZLM Tour
2ª tappa Tour de Gironde (Carbon-Blanc > Cenon)
Classifica generale Tour de Gironde
Campionati norvegesi, prova in linea Under-23
2ª tappa Tour de l'Avenir (Montrond-les-Bains > Trévoux)
- 2019 (Team Jumbo-Visma, due vittorie)

Campionati norvegesi, prova in linea
3ª tappa ZLM Tour (Buchten > Landgraaf)

### Altri successi
- 2014 (Team Sparebanken Sør)

Classifica scalatori Tour of Norway
- 2016 (Team Joker-Byggtorget)

1ª tappa ZLM Tour (Tholen, cronosquadre)
Classifica scalatori Tour de Gironde
Classifica giovani Tour de Gironde
- 2019 (Team Jumbo-Visma)

2ª tappa Tour de France (Bruxelles, cronosquadre)
1ª tappa Hammer Stavanger (Stavanger, cronosquadre)
Classifica generale Hammer Stavanger
- 2024 (Team Jayco AlUla)

1ª tappa Okolo Slovenska (Dunajská Streda, cronosquadre)

## Piazzamenti

### Grandi Giri
- Tour de France

2018: 139º
2019: 140º
2020: 128º
2021: non partito (16ª tappa)
2022: 132º

### Classiche monumento
- Milano-Sanremo

2019: 21º
2020: 44º
- Giro delle Fiandre

2017: 116º
2018: 43º
2019: 99º
2020: ritirato
2021: ritirato
2024: ritirato
- Parigi-Roubaix

2017: 94º
2018: 16º
2024: fuori tempo massimo

### Competizioni mondiali
- Campionati del mondo

Limburgo 2012 - Cronometro Juniores: 41º
Limburgo 2012 - In linea Juniores: 99º
Toscana 2013 - Cronometro Juniores: 31º
Doha 2016 - In linea Under-23: 5º
Bergen 2017 - In linea Elite: 101º
Yorkshire 2019 - In linea Elite: 17º

### Competizioni europee
- Campionati europei

Goes 2012 - Cronometro Juniores: 4°
Goes 2012 - In linea Juniores: 10º
Frýdek-Místek 2013 - Cronometro Under-23: 42°
Frýdek-Místek 2013 - In linea Under-23: ritirato
Nyon 2014 - Cronometro Under-23: 41°
Nyon 2014 - In linea Under-23: 53º
Tartu 2015 - Cronometro Under-23: 21°
Tartu 2015 - In linea Under-23: ritirato
Herning 2017 - In linea Elite: 105°